# Zagardlenie
Zagardlenie – termin z zakresu kryminalistyki i medycyny sądowej, określający specyficzny rodzaj uduszenia gwałtownego przez bezpośredni, mechaniczny ucisk na narządy szyi. Najczęściej spotykanymi mechanizmami zagardlenia są:
- powieszenie
- zadzierzgnięcie
- zadławienie